# سانفورد كلارك
سانفورد كلارك (بالإنجليزية: Sanford Clark)‏ هو كاتب أغاني ومغني وموسيقي أمريكي، ولد في 24 أكتوبر 1935 في تلسا في الولايات المتحدة.

## وصلات خارجية
- سانفورد كلارك على موقع IMDb (الإنجليزية)
- سانفورد كلارك على موقع ميوزك برينز (الإنجليزية)
- سانفورد كلارك على موقع أول ميوزيك (الإنجليزية)
- سانفورد كلارك على موقع ديسكوغز (الإنجليزية)
- سانفورد كلارك على موقع قاعدة بيانات الفيلم (الإنجليزية)